# Bungarus niger
Bungarus niger là một loài rắn trong họ Rắn hổ. Loài này được Wall mô tả khoa học đầu tiên năm 1908.

## Hình ảnh

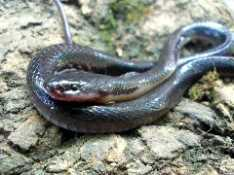